# 아틱 블루
《아틱 블루》(Arctic Blue)는 캐나다에서 제작된 피터 매스터슨 감독의 1993년 액션, 스릴러 영화이다. 룻거 하우어 등이 주연으로 출연하였고 릭 스티븐슨 등이 제작에 참여하였다.

## 출연

### 주연
- 룻거 하우어

### 조연
- 딜란 월쉬
- 리아 킬스테트
- 케빈 쿠니

## 기타
- 공동제작: 콜린 나이스테트
- 미술: 리처드 윌콕스
- 의상: 트리쉬 키팅
- 배역: 스투어트 아이킨스

## 같이 보기
- 결단의 3시 10분